# Sagownica sagowa
Sagownica sagowa, sagownica zwyczajna (Metroxylon sagu Rottb.), nazywana także palmą sagową – gatunek rośliny z rodziny arekowatych. Pochodzi z Moluków i Nowej Gwinei, uprawiana głównie w Azji Południowo-Wschodniej. Roślina ważna gospodarczo, w niektórych krajach pozyskiwane z niej sago stanowi podstawowy produkt żywnościowy.

## Morfologia
PokrójKłodzina osiąga wysokość do 20 m w uprawie do 10 m. U młodych roślin pokryta cierniami.
LiścieSkupione na szczycie kłodziny, pierzaste, o długości do 7 m. Ogonki liściowe pokryte cierniami, tworzącymi ciemne rzędy.
KwiatyRozdzielnopłciowe, zebrane w bardzo duży kwiatostan, wyrastający ponad pióropusz liści. Kwiaty długości do 1 cm. Roślina kwitnie raz, po 10-15 latach życia, po dojrzeniu owoców kłodzina obumiera.
OwocOkrągławe, długości do 8 cm, pokryte żółtawymi łuseczkami. Wewnątrz jedno okrągłe, twarde nasiono.

## Zastosowanie
- Z rdzenia pozyskiwana jest skrobia (sago). Pień ścina się, rozdrabnia, i wypłukuje skrobię wodą. Roślina przeżywa dzięki podziemnym odrostom. Z jednej rośliny otrzymuje się od 200 do 400 kg rdzenia, z czego około 40% stanowi sago[9].
- Liście wykorzystuje się jako stosunkowo trwałe (do 7 lat) pokrycie dachów[8].
- Odpady powstające przy produkcji sago zużytkowuje się jako pasza dla zwierząt.